# Katō Sechi

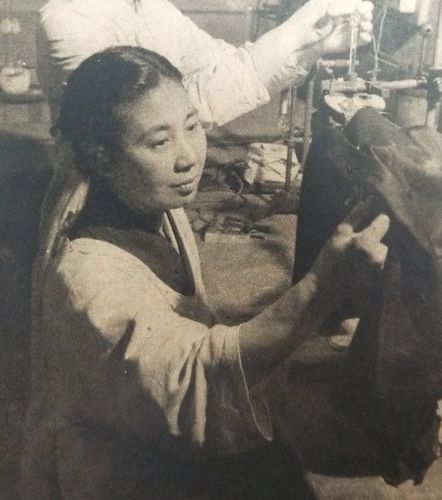
Sechi Katō, 1948

Katō Sechi (japanisch 加藤 セチ, auch 加藤 故; geboren 2. Oktober 1893 in Oshikiri (heute: Mikawa), Präfektur Yamagata; gestorben 29. März 1989, Präfektur Tokio) war eine japanische Chemikerin. Ihr Arbeitsgebiet war die organische Chemie. Sie war eine Pionierin der Spektroskopie in Japan. Sie war die dritte promovierte Chemikerin in Japan und die erste Frau, die das RIKEN leitete. 1959 wurde sie die erste Ehrenbürgerin ihrer Heimatstadt Mikawa.

## Leben und Wirken
Sechi wurde 1893 als dritte Tochter von Yūjisaemon Katō in Oshikiri geboren. Ihr Vater war ein Nachfahre von Tadahiro Katō, der zur Zeit von Tokugawa Iemitsu, zweiter Daimyō des Kumamoto-Han war. Sechi besuchte drei Schuljahre lang die Tsuruoka-Mädchenoberschule. Da ihre Familie verarmte und ihr Vater starb, zog die Familie um und Sechi setzte ihre Schulzeit an der Mädchen-Normalschule der Präfektur Yamagata fort. Nach ihrem Schulabschluss arbeitete sie zunächst als Lehrerin an einer Grundschule, um die Familie finanziell zu unterstützen.
Sechi setzte ihre Ausbildung 1914 an der Höheren Normalschule für Frauen Tokio (heute: Frauenuniversität Ochanomizu) fort und arbeitete nach ihrem Abschluss erneut als Lehrerin an der Kitahoshi Mädchen-Oberschule in Sapporo. 1918 bewarb sich Sechi als erste Frau an der „Kaiserlichen Universität Hokkaidō“. Die Verwaltung verzögerte zunächst ihre Einschreibung, doch nachdem Sechi direkt beim Universitätspräsidenten vorsprach, wurde sie zunächst für Agrarwissenschaften zugelassen. 1919 heiratete sie Tokusaburō Satō.
1922 gab Sechi ihre Arbeit an der Kitahoshi-Oberschule auf, wurde Motoichi Yuhara vorgestellt und studierte anschließend bei Wada Isaburō Chemie im RIKEN. Sechi interessierte sich zu diesem Zeitpunkt für Quantenmechanik, was sie zur Spektroskopie brachte. Sie bemerkte, dass Absorptionsspektren sich für die Analyse chemischer Substanzen eigneten und begann sich damit zu befassen. Während ihrer Zeit im RIKEN kam auch ihr Sohn zur Welt und zwei Jahre später ihre Tochter. 1927 fotografierte und analysierte Sechi die Absorptionsspektren von Neodym-Salzen und veröffentlichte ihre Erkenntnisse. 1931 erwarb sie nach Kono Yasui und Chika Kuroda als dritte Japanerin mit einer spektroskopischen Untersuchung der Polymerisation von Acetylen den Doktortitel an der „Kaiserlichen Universität Kyōto“.
Von 1935 bis 45 war sie an den Arbeiten der Japanese Society for the Promotion of Science (JSPS) zu Flugzeugtreibstoffen beteiligt. 1944 und 1945 widmete sie sich zudem dem gerade entdeckten Penicillin. Diese Arbeit setzte sie mit Untersuchungen zum Streptomycin nach dem Krieg zusammen mit Yoshiko Yamamoto und Shizu Sotomura fort. 1953 wurde sie die erste Leiterin des spektroskopischen Forschungsbereichs des RIKEN. 1960 ging Sechi nach langer Forschungstätigkeit in Rente.
Sechi starb 1989 im Alter von 95 Jahren zuhause in Tokio an einem Schlaganfall.
Sechis älterer Bruder, ihre ältere Schwester und ihre Mutter starben durch die Brände beim Shōnai Erdbeben 1894. Ihr Sohn starb im Pazifikkrieg und ihre Tochter heiratete. Als Nachfolger der männlichen Erblinie des Hauses Katō wurde daher ihr Mann Tokusaburō, bestimmt. Zum Gedenken an Sechi hat das RIKEN ein Förder- und Forschungsprogramm für Nachwuchswissenschaftlerinnen, das „Katō-Sechi-Programm“ (加藤セチプログラム), eingerichtet.